# Yamina
Yamina (in ebraico: ימינה, lett. A destra) è un'alleanza di partiti politici israeliani di destra ed estrema destra nata in occasione delle elezioni del settembre 2019.

## Storia
Yamina nasce dall'alleanza tra la precedente lista elettorale Unione dei Partiti di Destra (formata da La Casa Ebraica e Tkuma) e il partito Nuova Destra di Naftali Bennett, dopo che quest'ultimo non aveva superato la soglia di sbarramento del 3.25% alle elezioni di aprile 2019.
Alle elezioni di settembre 2019 Yamina riceve il 5.86% dei voti ed ottiene 7 seggi. Il 10 ottobre 2019 le due fazioni di Yamina si separano e creano i gruppi parlamentari Nuova Destra e Casa Ebraica-Unione Nazionale.
Il 15 gennaio 2020 la coalizione viene riconfermata in vista delle elezioni di marzo, nelle quali ottiene 6 seggi. Nel maggio 2020 il leader di La Casa Ebraica Rafi Peretz annuncia l'abbandono dell'alleanza da parte del suo partito, che entrerà nel Governo Netanyahu V, di cui Yamina si pone all'opposizione.
Tkuma, dopo aver cambiato nome in Partito Sionista Religioso, abbandona l'alleanza l'11 gennaio 2021.
Alle elezioni del 23 marzo 2021, l'alleanza riceve 7 seggi nella Knesset.

## Risultati elettorali
| Elezioni       | Leader          | Voti               | %                  | Seggi   | +/- |
| -------------- | --------------- | ------------------ | ------------------ | ------- | --- |
| Settembre 2019 | Ayelet Shaked   | 260.655            | 5,87               | 7 / 120 | 2   |
| 2020           | Naftali Bennett | 240.162            | 5,25               | 6 / 120 | 1   |
| 2021           | Naftali Bennett | 273.836            | 6,21               | 7 / 120 | 1   |
| 2022           | Ayelet Shaked   | In La Casa Ebraica | In La Casa Ebraica | 0 / 120 | 7   |